# Roland TR-707

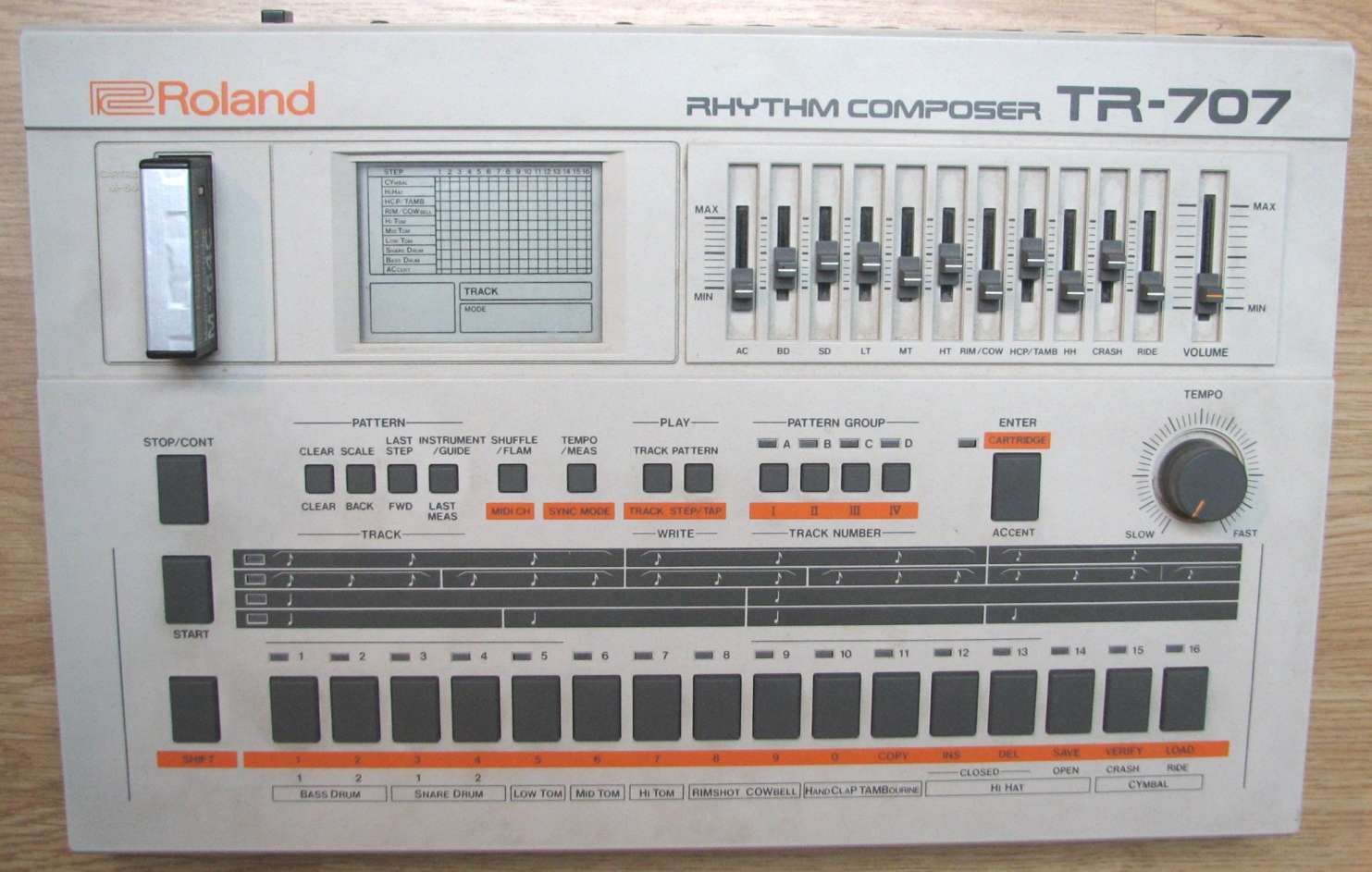
Boite à rythme TR-707

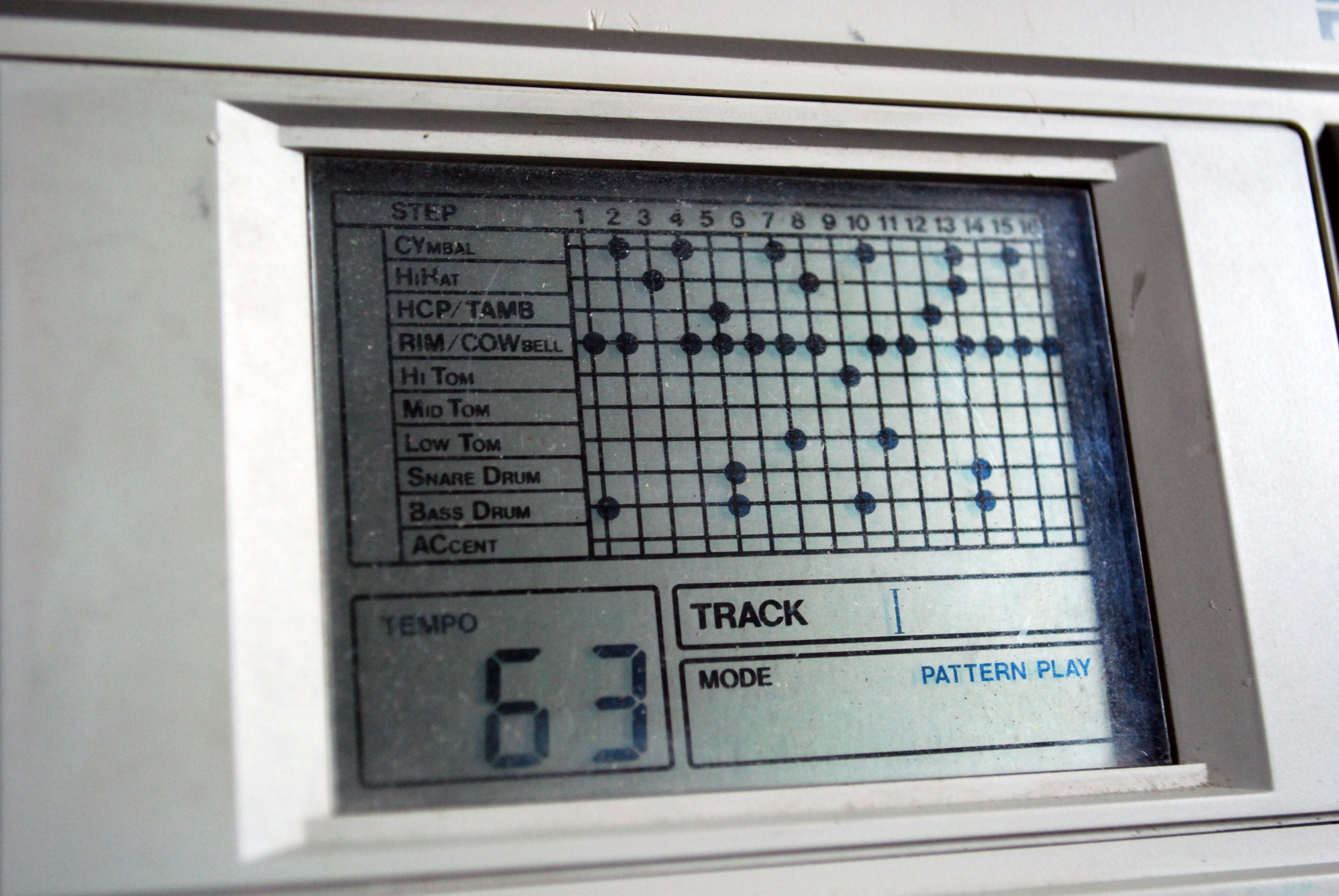
Détail de l'afficheur LCD de la TR-707

La TR-707 est une boîte à rythmes fabriquée par la société Roland en 1985.
Elle succède aux TR-808 et TR-909. Bien qu'elle possède un séquenceur identique aux précédentes, elle diffère techniquement par sa génération sonore qui est entièrement numérique. Contrairement aux concurrentes américaines la modification des sons est très limitée. Il existe une version aux sonoritées latines de cette boîte à rythmes, la TR-727. 
L'écran à cristaux liquides sera repris sur les séries suivantes (TR-505 et TR-626 de 1986) et se perfectionnera pendant les années 1990.
Les TR-707 et 727 ont été utilisées sur de nombreux titres de House et de pop dans les années 1980.

## Caractéristiques techniques
- 12 sons de batterie échantillonnés PCM
- 999 mesures maximum
- Mixeur pour chaque instrument
- Afficheur LCD très lisible
- Programmation en pas à pas ou temps réel
- Effet de shuffle
- Synchro standard 24
- prise cartouche mémoire M16C ou M64C optionnelle
- prises MIDI, interface cassette, prise casque, sortie audio stéréo, sorties audio séparées
- 380*75*250 mm, 1.5 kg, 4 200 F

## Artistes ayant utilisé la TR-707
- Aphex Twin
- Arnaud Rebotini
- Chemical Brothers
- Cocteau Twins
- DJ Pierre
- Gold
- Inxs
- Marshall Jefferson
- Mitch Murder
- Larry Heard
- Laurent Garnier
- Phil Collins
- The Hacker (sur l'album Le Théâtre des opérations[1]).
- The Weeknd (dans le titre Glass table girls)